# Dubbelborstelrietslakvlieg
Dubbelborstelrietslakvlieg (Tetanocera arrogans) is een vliegensoort uit de familie van de slakkendoders (Sciomyzidae). De wetenschappelijke naam van de soort is voor het eerst geldig gepubliceerd in 1830 door Meigen.